# Asterix entre os Bretões
Asterix entre os Bretões (francês Astérix chez les Bretons) é o oitavo álbum da série de banda desenhada franco-belga Astérix, escrito por René Goscinny e ilustrado por Albert Uderzo, publicado nas edições 307 (09 de setembro de 1965) 307 (09 de setembro de 1965) a  334 (17 de março 1966) da revista Pilote e republicado no formato álbum em 1966. Já foi adaptado ao cinema duas vezes, em uma animação homônima em 1986 e no filme live-action Astérix et Obélix: Au service de sa Majesté em 2013 (que também inclui o enredo de Asterix e os Normandos.

## Argumento
Júlio César invade a Bretanha e rapidamente cai em poder de Roma… mas uma pequena aldeia continua a resistir ao invasor. Por sorte um dos resistentes, Jolitorax\Cinemapax é primo de Asterix, e este desloca-se à Gália para conseguir trazer poção mágica para continuar a luta.
Astérix e Obélix acompanham Jolitorax à Bretanha, mas são reconhecidos pelos romanos, o que põe em perigo a sua missão. O barril de poção é apreendido pelos legionários, de seguida é recuperado pelos nossos amigos, mas infelizmente é roubado por um ladrão de carroças, por sorte descobre-se o paradeiro do barril de poção… encontra-se na posse de uma equipa de rugby (ou um antecessor deste desporto), e é novamente recuperado.
Mesmo antes de chegar à aldeia Bretã o barril é destruído, mas Astérix consegue moralizar os Bretões com uma bebida estranha na altura, o chá, e os romanos sofrem nova derrota.

## Alusões históricas
- Há inúmeras referências ao hábitos e linguagem do Reino Unido.[1]
  - Os bretões são excessivamente educados e fleumáticos.
  - A unidade de medida não é a mesma do resto do império (Romanos usam "pés", bretões "passos"; a complicação também é citada na moeda local, com a principal pesando uma libra de ferro) e o sentido de circulação também é o oposto.
  - O idioma bretão tem muitos dos traços da língua inglesa, como inversão de sujeito e adjetivo ("mágica poção"), traduções diretas de termos anglófonos (gentlemen = "gentis homens") e homófonos ("desgostante").
  - A cerveja é bebida morna. A má fama da culinária britânica é  expressada no javali cozido ao molho de hortelã que dá repulsa a Obelix.
  - Os bretões param tudo às cinco da tarde para uma refeição onde tomam água quente com leite - já que o chá só é introduzido no fim da história por Asterix; Panoramix diz que  erva vem de um país distante (já que o chá, nativo da China, só foi introduzido na Europa por Portugal no século XVII).
  - Há um descanso no "fim de semana" dos dois últimos dias da semana.
  - A neblina e chuva são bem comuns na Bretanha.
- Todos os bretões tem nomes terminados em ax, como Jolitorax (de Jolie thorax, "belo peito")\Cinemapax (um cinema do Rio de Janeiro), Relax e Antrax. As exceções são os chefes Godsenzekingos ("God Save the King") e Zebigbos ("The Big Boss", o grande chefe).
- Em Londínio, Obelix é aprisionado em uma versão primitiva da Torre de Londres, uma proto-Ponte de Londres é vista ao fundo de um quadrinho, há carroças de dois andares, e um grupo de bardos que é uma caricatura dos Beatles.
- Jolitorax é citado como sendo um bom remador por ser da "tribo dos Cambridges" - evocando a popularidade do remo na Universidade de Cambridge.
- Um bretão que tem sua casa invadida por Asterix e seu grupo lê um jornal gravado em pedra chamado "Os Tempos".
- Obelix cita um desejo de construir um túnel submarino da Gália à Bretanha, e Cinemapax responde que os bretões já estão considerando (o Eurotúnel só começou sua construção, após anos de planejamento, sete anos depois da publicação).
- Os nomes dos times de râguebi primitivo são de antigos acampamentos romanos na Bretanha, Camuloduno (atual Colchester; o uniforme azul e branco inclusive é o mesmo do Colchester United Football Club) e Duroverno (atual Cantuária).